# Reserva natural de Endla
La Reserva Natural de Endla es un área protegida en la parte sur de las Tierras Altas de Pandivere. El área protegida limita con tres condados: Järva (municipio de Järva), Jõgeva (municipios de Jõgeva y Põltsamaa) y el condado de Lääne-Viru (municipio de Väike-Maarja). El tamaño del área protegida es de 10,110 hectáreas.
La zona comenzó a protegerse en 1980, cuando se estableció la Zona de Conservación de importancia local Norwegian Springs y Endla Bog, a partir de la cual se formó la Zona de Conservación Endla-Oostrik Bog en 1981. En 1985, se estableció la Reserva Natural Nacional de Endla sobre la base de la reserva de pantanos y la estación de pantanos de Tooma para proteger las zonas de pantanos características y los manantiales kársticos de las tierras altas de Pandivere. El énfasis en la protección también es el mismo en el área reorganizada como reserva natural.
En el área protegida hay numerosos lagos relictos, el más grande de los cuales es Endla Sinijärv. Algunos de los lugares más importantes del área protegida son los pantanos: el pantano de Endla, el pantano de Oostrik, el pantano de Rummallika, el pantano de Kanamatsi, el pantano de Linnusaare, el pantano de Kaasikjärve, el pantano de Männikjärve, el pantano de Toodiksaare y el pantano de Punaraba. El espesor de la capa de turba puede alcanzar hasta 8 metros. El pantano de Linnusaare es una reserva natural. Se han encontrado allí alrededor de 180 especies de aves, 42 especies de mamíferos y alrededor de 450 especies de plantas. Desde 1997, la Reserva Natural de Endla está incluida en la lista de sitios Ramsar.
La reserva natural de Endla protege un sistema de agua dulce compuesto por ciénagas, turberas, manantiales y ríos. Como tal, desempeña un papel importante en la recarga de las aguas del río Põltsamaa. La flora está dominada por arbustos de pino y carrizales. En la reserva natural se pueden encontrar varias especies de orquídeas amenazadas. Las aves raras o amenazadas también utilizan la zona como lugar de reproducción. Las instalaciones para los visitantes incluyen un centro de visitantes, torres para observación de aves y senderos naturales.

## Galería

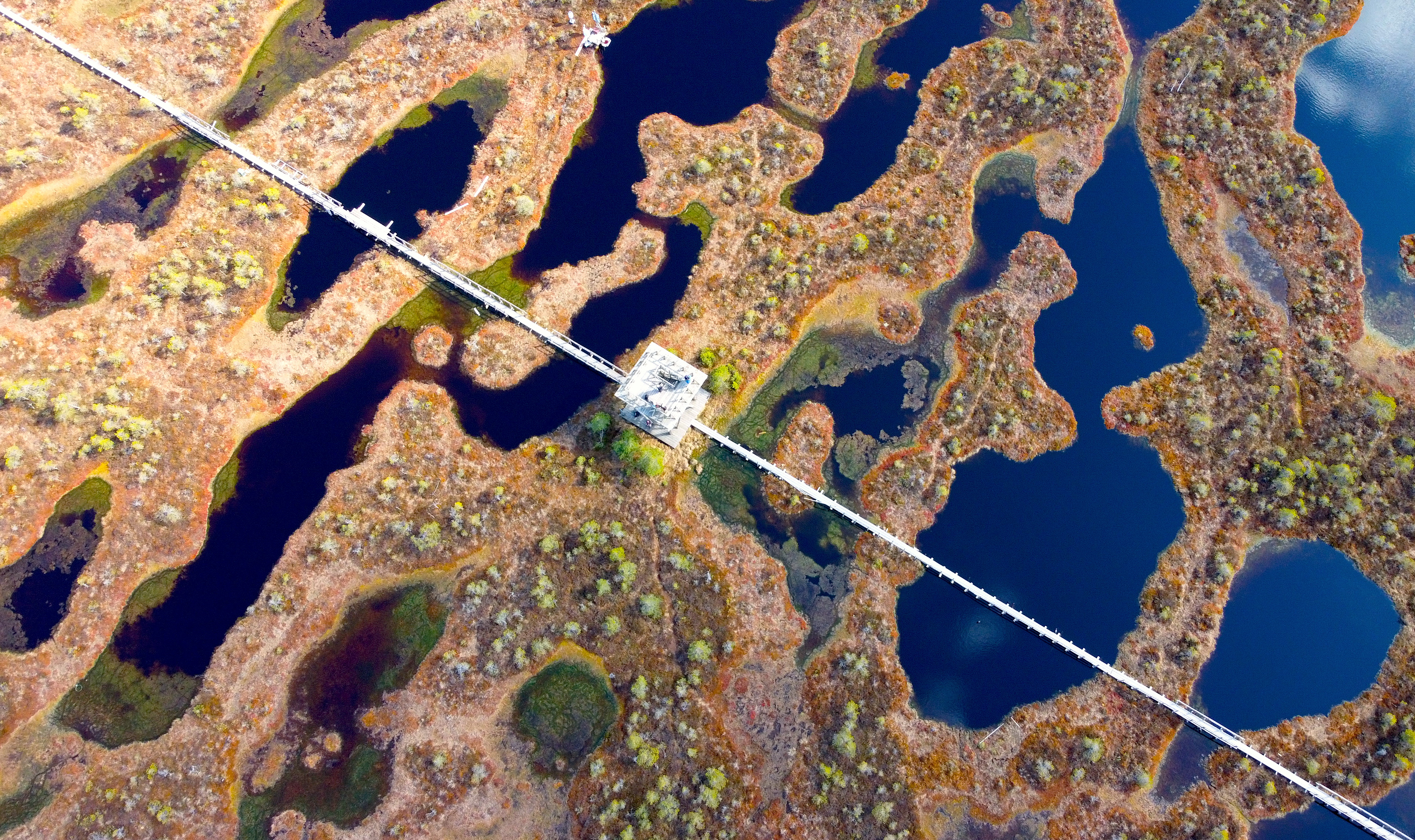
Reserva natural, paseo marítimo y torre de observación de Endla en Jõgevamaa
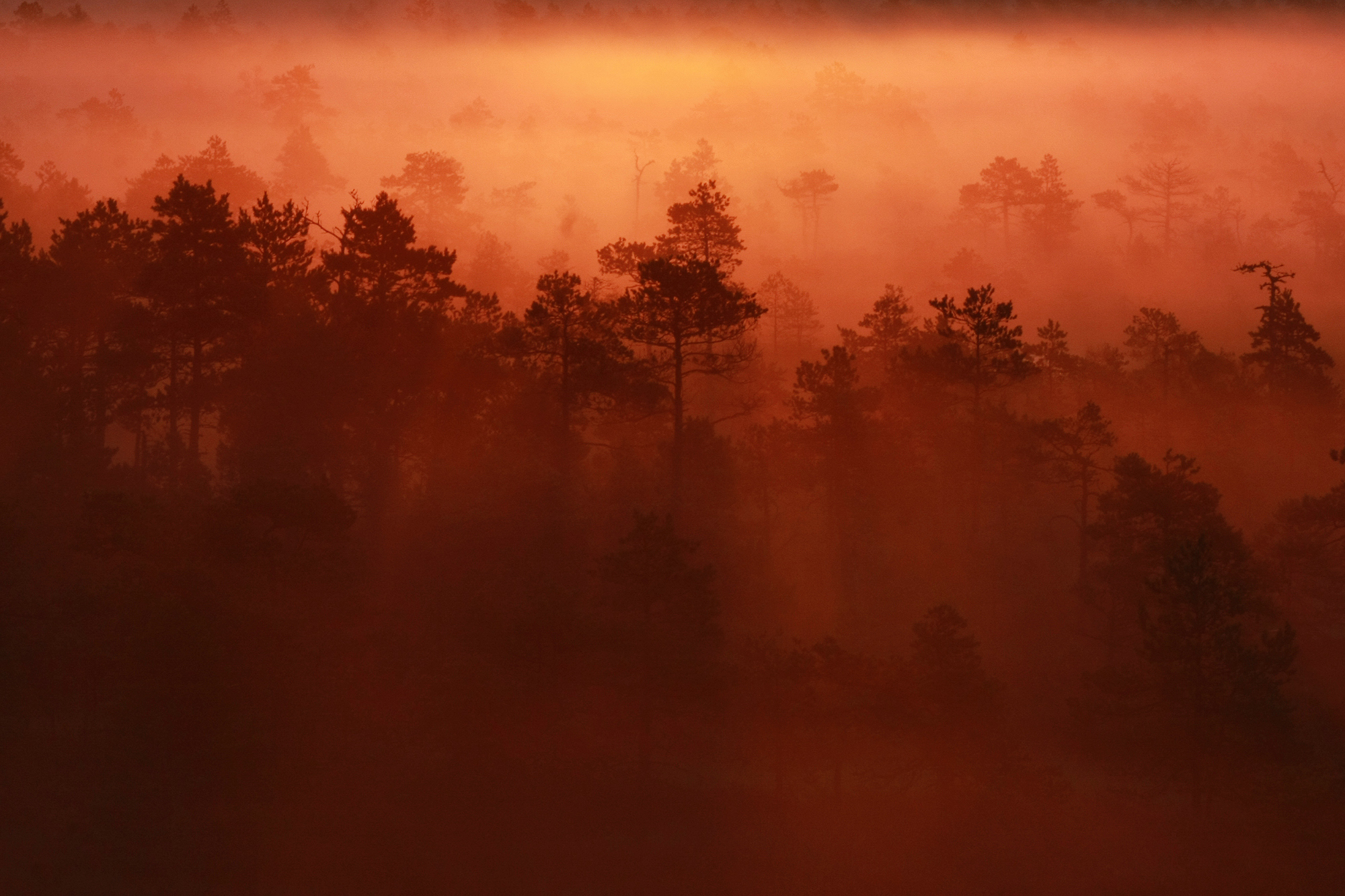
Pantano de Männikjärv
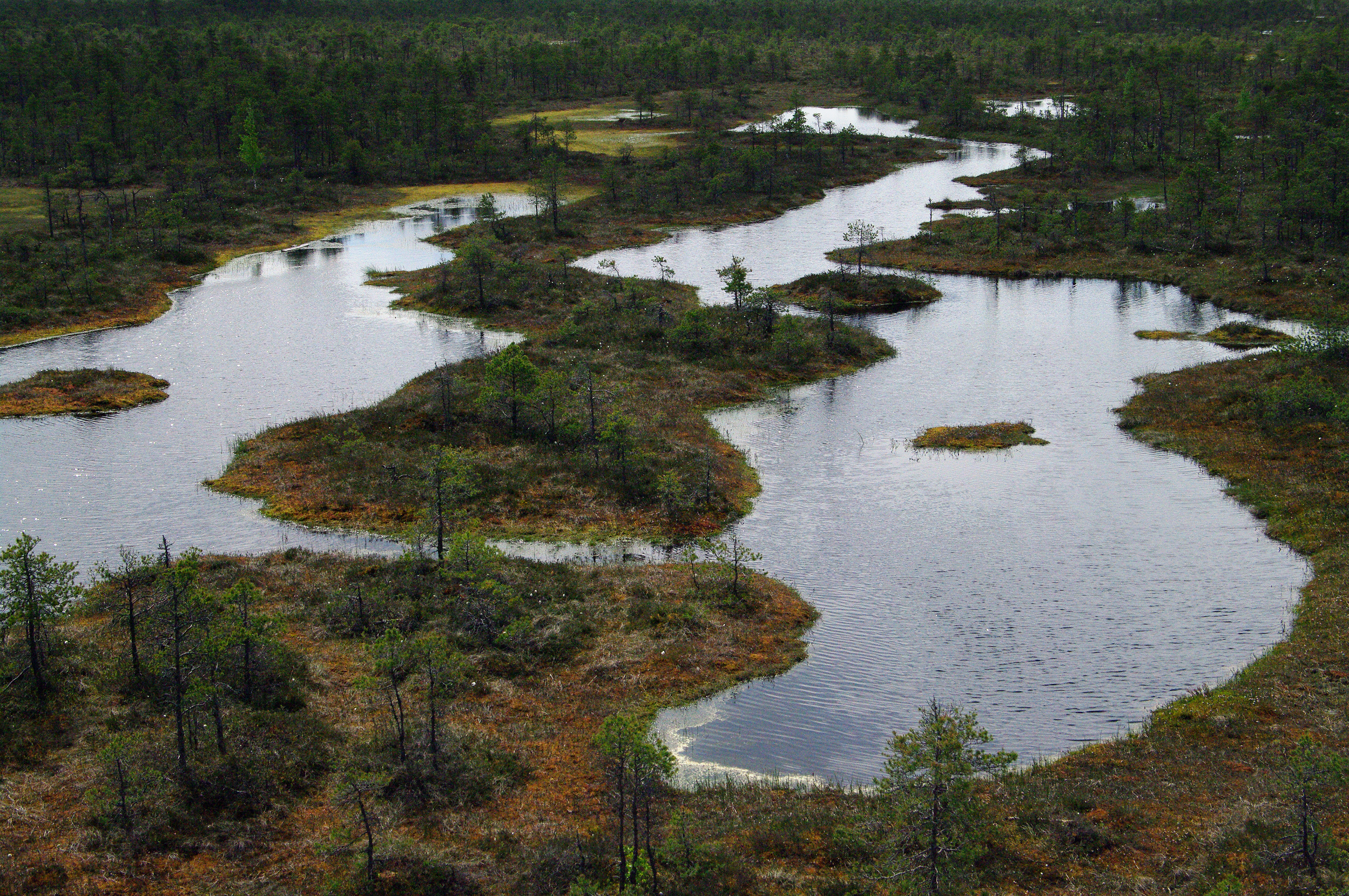
Vista del pantano de Männikjärve desde la torre sur
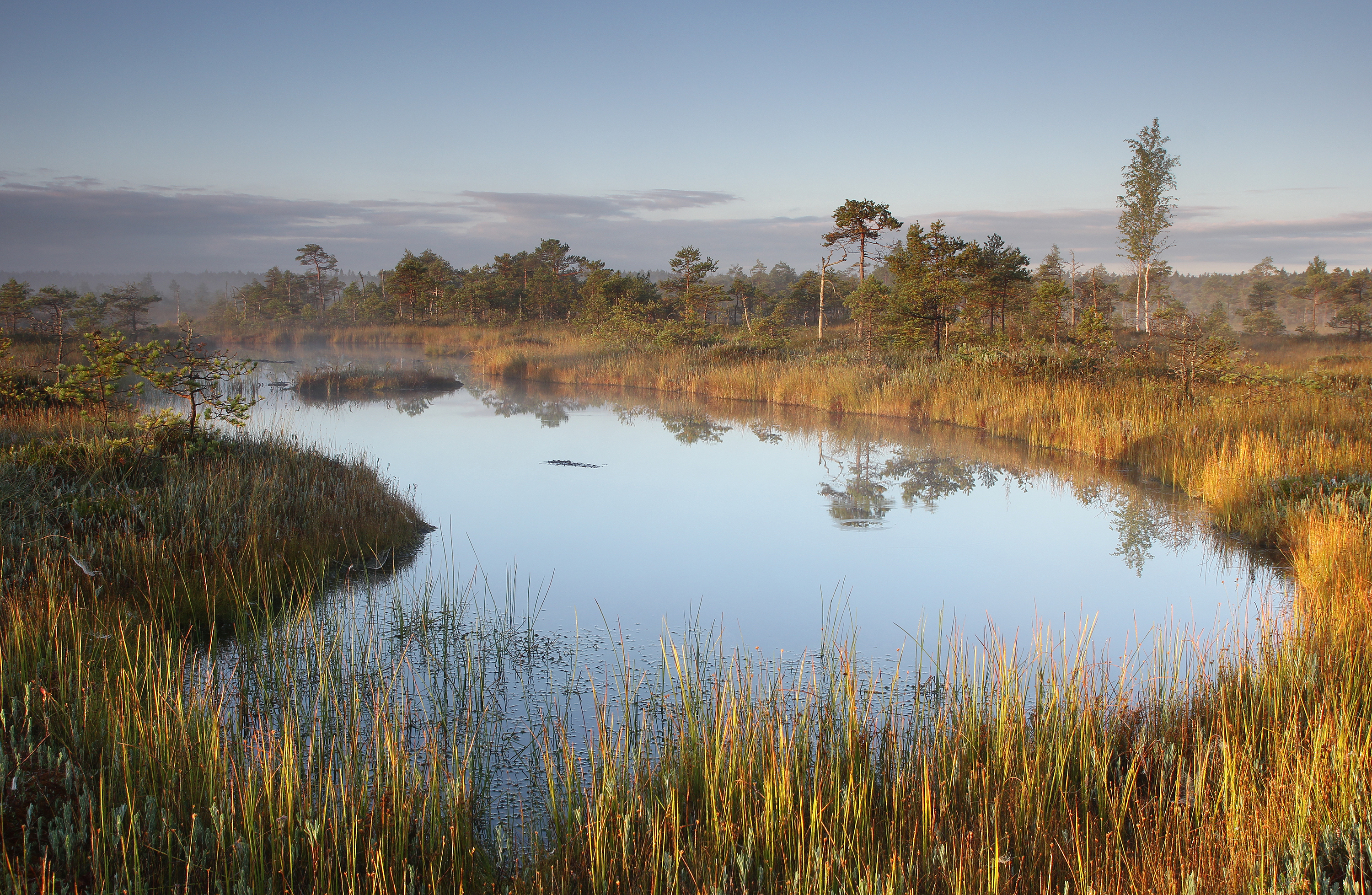
Amanecer en Endla
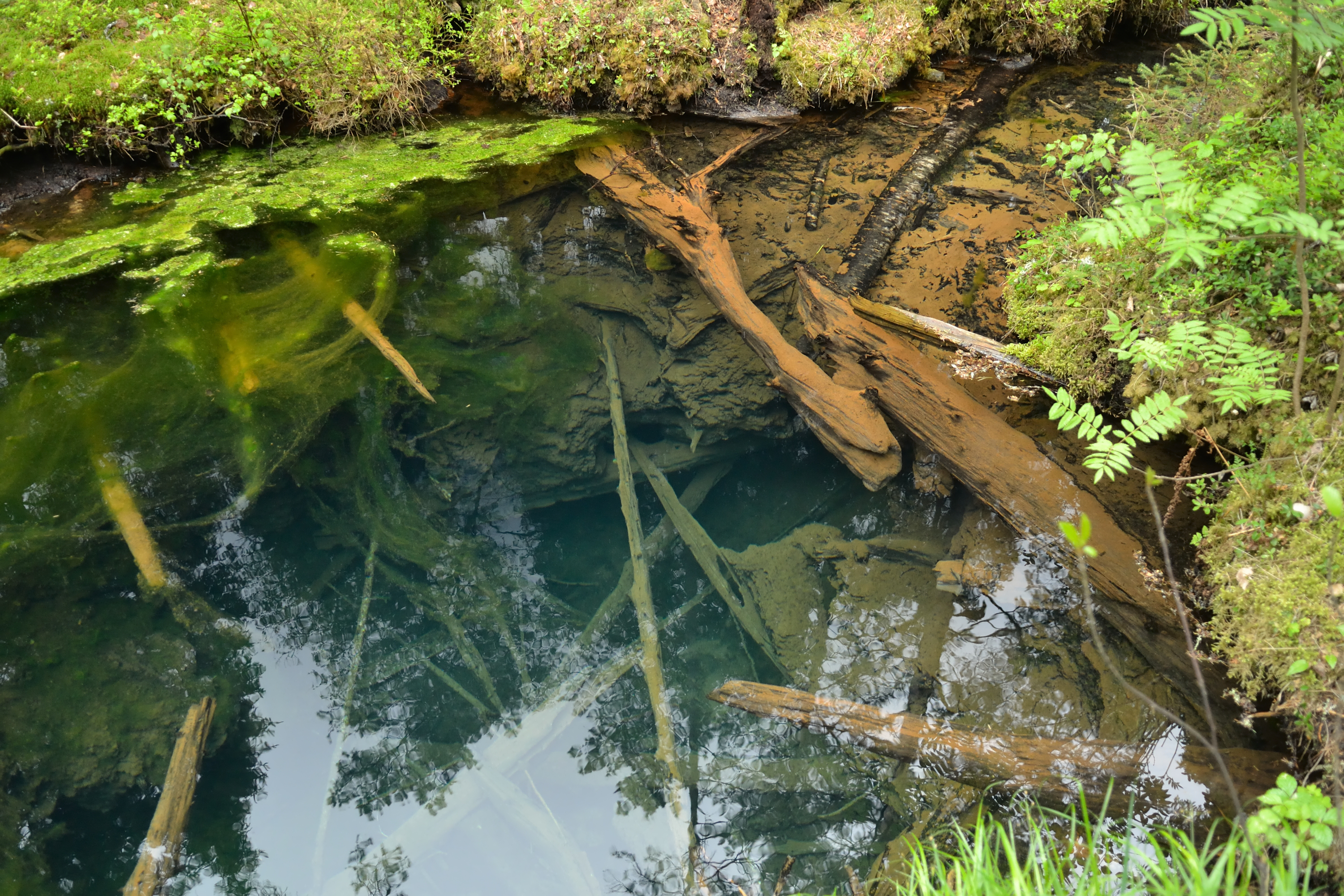